# 楊睦多
楊睦多（法語：：1845年12月3日—1922年10月27日），是天主教比利時籍主教及方濟會會士。曾任中國湖北西南宗座代牧區宗座代牧（1904年-1922年）。

## 生平
楊睦多出生於1845年12月3日在比利時弗拉芒大區安特衛普省的港口城市安特衛普。20歲時加入方濟會。1869年5月22日，楊睦多在23歲時晉鐸。
1904年12月24日，楊睦多在59歲時獲時任教宗良十三世任命為湖北南境宗座代牧區宗座代牧，領銜阿爾及利亞他達瑪達教區主教。1905年4月2日，由湖北西北宗座代牧畢世修主教主禮晉牧。
楊主教任內曾分別襄禮祝聖在1905年河南南境宗座代牧何安業主教、1906年漢口宗座代牧田瑞玉助理主教和1922年老河口宗座代牧恩禮奇主教。1906年，在荊州成立屬於湖北南境宗座代牧區下的耶穌聖嬰方濟修女會。
1922年10月27日，楊睦多主教中華民國湖北省宜昌病逝，享年76歲。